# Manihot pohliana
Manihot pohliana är en törelväxtart som beskrevs av Johannes Müller Argoviensis. Manihot pohliana ingår i släktet Manihot och familjen törelväxter. Inga underarter finns listade i Catalogue of Life.